# Maite
Maite (of Mayte) is een van oorsprong Baskische voornaam die populair geworden is in de Spaanstalige wereld dankzij een zortziko, een typisch Baskisch lied dat Pablo Sorozábal voor de film Jai Alai componeerde. Het lied wordt ook gebruikt in de film María, matrícula de Bilbao.

## Etymologie
De geschiedenis van deze naam is vrij ingewikkeld: het is in oorsprong een Baskisch bijvoeglijk naamwoord (maitea, maitatua ´bemind´). Toen het gebruik van Baskische namen verboden was in Spanje, werden kinderen die men Maite wilde noemen, bij hun geboorte doorgaans als María Teresa geregistreerd.

## Varianten
Varianten naast Maite zijn Amate, Maitane, Mattane en Maitasuna. De spelling Mayte is eigenlijk Spaans, en geen correct Baskisch. In het Franse taalgebied wordt soms de spelling Maïté gebruikt. Merk op dat de klemtoon in het Baskisch op de eerste lettergreep ligt (Maite), maar dat elders soms een eindklemtoon gebruikt wordt (Maite), wat ook de Franse spellingvariant verklaart.